# Maladie de Charcot-Marie-Tooth intermédiaire RI-CMT
Les maladies de Charcot-Marie-Tooth de type intermédiaire RI-CMT sont des neuropathies héréditaires du groupe des maladies de Charcot-Marie-Tooth. Leur transmission génétique est autosomique récessive. Ce sous-type de CMT a été classifié en 2011 et a conduit à scinder les CMT de type intermédiaire en deux, les RI-CMT et les DI-CMT.

## Étiologie
Le tableau ci-dessous résume les différents sous types, la fréquence, les gènes, les chromosomes et les protéines impliqués dans les RI-CMT.
| Sous type | Fréquence | Gène    | Chromosome | Protéine |
| --------- | --------- | ------- | ---------- | -------- |
| RI-CMTA   |           | GDAP1   | 8q21       |          |
| RI-CMTB   |           | KARS    | 16q22      |          |
| RI-CMTC   |           | PLEKHG5 |            |          |
| RI-CMTD   |           | COQ6A1  |            |          |

## Sources
- CMT-Mag 90, janvier-février-mars 2013, p. 6